# El Rincón, Puebla
El Rincón är en ort i Mexiko.   Den ligger i kommunen Tlacuilotepec och delstaten Puebla, i den sydöstra delen av landet, 160 km nordost om huvudstaden Mexico City. El Rincón ligger 904 meter över havet och antalet invånare är 618.
Terrängen runt El Rincón är lite bergig. Runt El Rincón är det ganska tätbefolkat, med 160 invånare per kvadratkilometer. Närmaste större samhälle är Xicotepec de Juárez, 18,3 km söder om El Rincón. Omgivningarna runt El Rincón är en mosaik av jordbruksmark och naturlig växtlighet.